# Центральноамериканская геоемида
Центральноамериканская геоемида (Rhinoclemmys areolata) — вид черепах семейства азиатских пресноводных черепах.
Общая длина карапакса достигает 20—27 см. Голова относительно небольшая. Имеет маленький нос по сравнению с другими представителями рода. Карапакс выпуклый, овальной формы. По его середине проходит небольшой киль. Щитки панциря большие с многочисленными морщинами или маленькими бороздами. С возрастом они почти полностью исчезают.
Голова чёрной окраски. За глазами присутствуют красные полоски, тянущиеся к шее. Карапакс чёрный. Пластрон и перепонка жёлтого цвета. На пластроне краевые щитки имеют чёрный цвет.
Любит саванны, леса, болотистые места. Питается жуками, насекомыми, побегами растений, калом.
Самка откладывает 1 большое яйцо. За год бывает всего 1 кладка. При температуре 25—30° C инкубационный период составляет 67—120 дней.
Обитает на юго-востоке Мексики: южный Веракрус, Табаско, северный Чьяпас, Кампече, Кинтана-Роо, о. Козумель, полуостров Юкатан, а также вдоль Атлантического побережья на севере Центральной Америки, Гватемала, Белиз, северо-запад Гондураса.